# Jennifer Saul
Jennifer Mather Saul (19 de febrero de 1968) es una filósofa que trabaja en filosofía del lenguaje y filosofía del feminismo. Saul es profesora de filosofía en la Universidad de Sheffield y en la Universidad de Waterloo. 

## Biografía
Jennifer Saul tiene una licenciatura de la Universidad de Rochester y una maestría y doctorado de la Universidad de Princeton, donde estudió con Scott Soames. 
Saul ha coescrito recientemente un informe para la Asociación Filosófica Británica y la Sociedad de Mujeres en Filosofía del Reino Unido con Helen Beebee titulado Mujeres en Filosofía en el Reino Unido: un informe. Saul frecuentemente escribe comentarios sobre mujeres en filosofía, en una variedad de publicaciones no académicas.

## Premio Filósofa distinguida del año
En diciembre de 2011, Jennifer Saul recibió el premio Filósofa distinguida del año en Washington D. C., otorgado por la Sociedad de Mujeres en Filosofía. En respuesta al premio, Saul dijo: "Estoy profundamente honrada y absolutamente atónita por esto. Es especialmente maravilloso ser reconocida por hacer una diferencia en la vida de las personas al hacer filosofía. Para mí, ese es el mayor honor que podría tener". Saul es cofundadora y co-bloguera de Feminists Philosophers, foro que se centra en los prejuicios de género. La campaña sobre Conferencia de Género del foro tiene como objetivo resaltar la falta de participación y representación de filósofas en eventos mundiales.

## Áreas de investigación
La investigación principal de Saul es la filosofía analítica del lenguaje y la filosofía feminista. En su libro más reciente, Lying, Misleading and What is Said: An Exploration in Philosophy of Language and in Ethics [Mintiendo, engañando y lo que se dice: una exploración en filosofía del lenguaje y la ética] (Oxford University Press 2012), argumenta que la distinción entre mentir y engañar es teóricamente significativa e ilumina una variedad de temas en filosofía del lenguaje sobre contenido semántico, implicatura y afirmación. Además, debido a que también es una distinción éticamente significativa, demuestra algunas formas en que la comunicación y el discurso son aptos para el análisis ético. Saul argumenta que no es el caso, en general, que mentir es éticamente peor que engañar. Luvell Anderson, en su reseña del libro, dice que "su libro es una excelente adición a una creciente literatura de lo que podría considerarse filosofía aplicada del lenguaje".
En filosofía del lenguaje, Saul también es conocida por su trabajo en la sustitución de términos correferenciales en oraciones simples. Aunque se acepta universalmente que la sustitución falla en contextos de actitud proposicional, Saul argumenta que la sustitución también puede fallar en oraciones que no tienen verbos psicológicos. Esto plantea preguntas sobre la semántica de los nombres y los relatos dominantes de los informes de actitud. En 2007, Saul publicó Simple Sentences, Substitution and Intuitions [Oraciones simples, sustitución e intuiciones] (Oxford University Press) en el que desarrolla sus puntos de vista sobre estos temas con atención a sus implicaciones metodológicas. Jennifer Duke-Yonge dice sobre el libro: "Saul avanza en el estudio del fracaso de la sustitución de oraciones simples al demostrar la insuficiencia de las cuentas existentes, pero quizás lo más importante es que este libro pone de relieve preguntas cruciales sobre el papel problemático de las intuiciones semánticas, frecuentemente utilizadas sin cuestionar en filosofía del lenguaje. En un área como la filosofía del lenguaje donde las intuiciones son a menudo el tipo principal de datos que tenemos disponibles, este estudio enfocado de su papel y naturaleza es bienvenido".
En filosofía feminista, Saul es conocida por su libro Feminism: Issues & Arguments, Oxford University Press (2003), un texto introductorio que explora una variedad de puntos de vista feministas y explora su aplicación a controversias sobre temas como la pornografía, el aborto y el velo. Louise Antony dice: "La introducción accesible y atractiva de Saul a los problemas filosóficos del feminismo desafiará a los estudiantes de todas las tendencias políticas. Modelando un buen método filosófico hasta el final, Saul atrae a sus lectores a algunas de las controversias más importantes e interesantes de los estudios contemporáneos de género". También ha realizado un trabajo importante sobre pornografía, objetivación y la historia del vibrador. 
De 2011 a 2013, Saul fue Directora del Proyecto Internacional de Investigación de Filosofía y Prejuicio Implícito, financiado por el fideicomiso Leverhulme. El proyecto reunió a casi 100 investigadores en filosofía y psicología para explorar las implicaciones de la investigación sobre el sesgo implícito y los temas relacionados para la epistemología, la filosofía de la mente y la filosofía moral/política. 

## Publicaciones
- Lying, Misleading, and What is Said: An Exploration in Philosophy of Language and in Ethics [Mintiendo, engañando y lo que se dice: una exploración en filosofía del lenguaje y la ética] (Oxford University Press 2013)
- Substitution, Simple Sentences and Intuitions [Sustitución, oraciones simples e intuiciones] (Oxford University Press 2007)
- Feminism: Issues & Arguments [Feminismo: cuestiones y argumentos], Oxford University Press (2003).
- "Politically Significant Terms and Philosophy of Language: Methodological Issues" Anita Superson and Sharon Crasnow, Analytic Feminist Contributions to Traditional Philosophy  ["Términos y filosofía del lenguaje políticamente significativos: cuestiones metodológicas" Anita Superson y Sharon Crasnow, Contribuciones feministas analíticas a la filosofía tradicional], Oxford University Press 2012.
- "Implicit Bias, Stereotype Threat and Women in Philosophy" forthcoming in Women in Philosophy: What Needs to Change? ["Sesgo implícito, amenaza de estereotipo y mujeres en filosofía", de próxima aparición en Mujeres en filosofía: ¿qué necesita cambiar?], editado por Fiona Jenkins y Katrina Hutchison, Oxford University Press.
- "Just Go Ahead and Lie", Análisis, enero de 2012.
- "Rankings of Quality and Rankings of Reputation: Problems for both from Implicit Bias" ["Rankings de calidad y rankings de reputación: problemas para ambos por sesgo implícito"], Journal of Social Philosophy 2012.
- "Maker’s Knowledge or Perpetuator’s Ignorance?" ["¿Conocimiento del fabricante o ignorancia del perpetrador?"] Jurisprudence 2012.
- "Conversational Implicature, Speaker Meaning, and Calculability" ["Implicatura conversacional, significado del hablante y calculabilidad"] Klaus Petrus (ed.) Meaning and Analysis: New Essays on H. Paul Grice [Significado y análisis: nuevos ensayos sobre H. Paul Grice], Palgrave MacMillan 2010, 170–183.
- "Speaker Meaning, What is Said, and What is Implicated" ["Significado del orador, lo que se dice y lo que está implicado"], Noûs, Vol.36 No.2, 2002, pp. 228–248.
- "What is Said and Psychological Reality: Grice's Project And Relevance Theorists' Criticisms" ["Lo que se dice y la realidad psicológica: el proyecto de Grice y las críticas de los teóricos de la relevancia"], Linguistics & Philosophy, 25, 2002, pp. 347–372.
- "What are Intensional Transitives" ["¿Qué son los transitorios transitorios?"], Actas de la Sociedad Aristotélica, 2002, Volumen suplementario LXXVI, 2002, pp. 101–120.
- (con David Braun) “Simple Sentences, Substitution, and Mistaken Evaluations” ["Oraciones simples, sustitución y evaluaciones equivocadas"], Philosophical Studies, vol. 111, 2002, pp. 1–41.